# Gastrolobium floribundum
Gastrolobium floribundum är en ärtväxtart som beskrevs av Spencer Le Marchant Moore. Gastrolobium floribundum ingår i släktet Gastrolobium och familjen ärtväxter. Inga underarter finns listade i Catalogue of Life.